# Aranäshjälmen

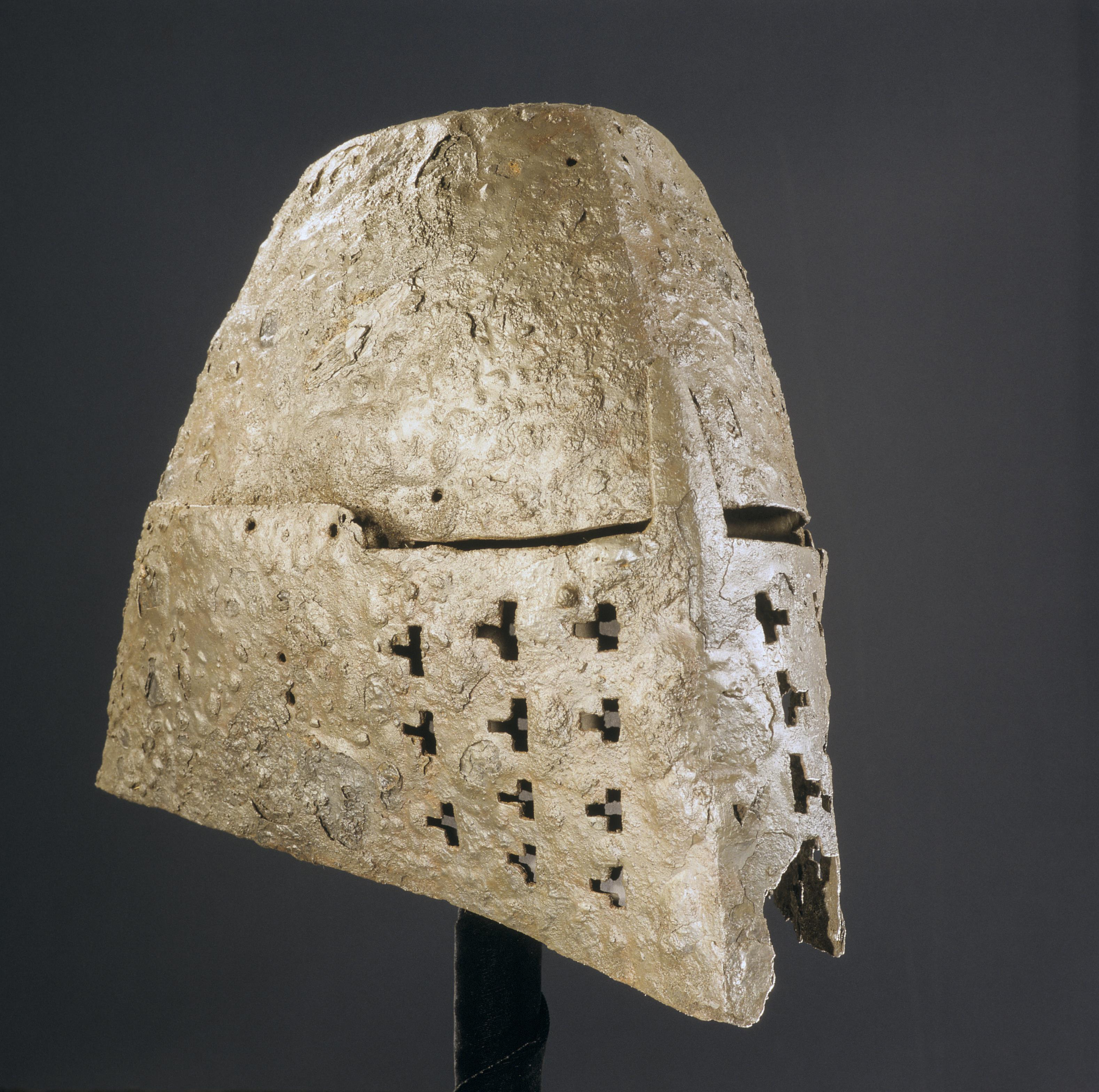
Aranäshjälmen

Aranäshjälmen, även kallad Torgils Knutssons järnhatt, är en tunnhjälm som upptäcktes av den svenske arkeologen Bror Schnittger vid en utgrävning av medeltidsborgen Aranäs år 1916. Stridshjälmen är daterad till ca år 1300 och finns numera utställd på Historiska museet i Stockholm.

## Upptäckt
1916 fick arkeologerna Bror Schnittger och Hanna Rydh i uppdrag att gräva ut ruinerna efter den medeltida borgen Aranäs i Västergötland. Undersökningarna inleddes kort därefter och redan under första arbetsåret gjorde man ett uppseendeväckande fynd. Under processen att gräva ett provschakt inför en undersökning av resterna efter ringmuren, upptäcktes en medeltida ryttarhjälm i relativt gott skick. Efter en behandling med smält paraffin kunde hjälmen dateras till åren mellan 1200-talets slut och 1300-talets början.

## Utseende
Aranäshjälmen är en s.k. tunnhjälm, en hjälmtyp som var mycket vanlig i Europa omkring år 1300. Hjälmen är helt gjord i järn utan märkbara utsmyckningar av ädelmetaller och består av tre delar. Den undre delen är uppgjord av två metallstycken, sammanbundna med åtta nitnaglar medan över- och underdelen är hopsatta med 11-17 nitnaglar. Återstående nitnaglar på hjälmens insida antyder att de har hållit fast en läderrem vid vilken hjälmens stoppning varit fastsydd. På överdelen av hjälmen finns åtta mindre hål (fyra på varje sida), vilka troligtvis varit avsedda för monteringen av hjälmduken.

## Skick
Aranäshjälmen bär synliga spår av eld och rost och dess vänstra sida är något tillplattad (se 3D-modellen). Brännskadorna på hjälmen kan rimligtvis förklaras av den brand som utbröt på borgen år 1305. Hettan från elden gjorde sannolikt också att järnet mjuknade, varför hjälmen plattades till under trycket från rasmassorna.

## Fyndets betydelse
Upptäckten av Aranäshjälmen har fått stor betydelse för forskningen kring medeltidens krigföring, mycket på grund av att fynd av välbevarade stridshjälmar från 1200- och 1300-talen är ytterst sällsynta. Aranäshjälmen var även den första medeltida tunnhjälmen att upptäckas i Norden.

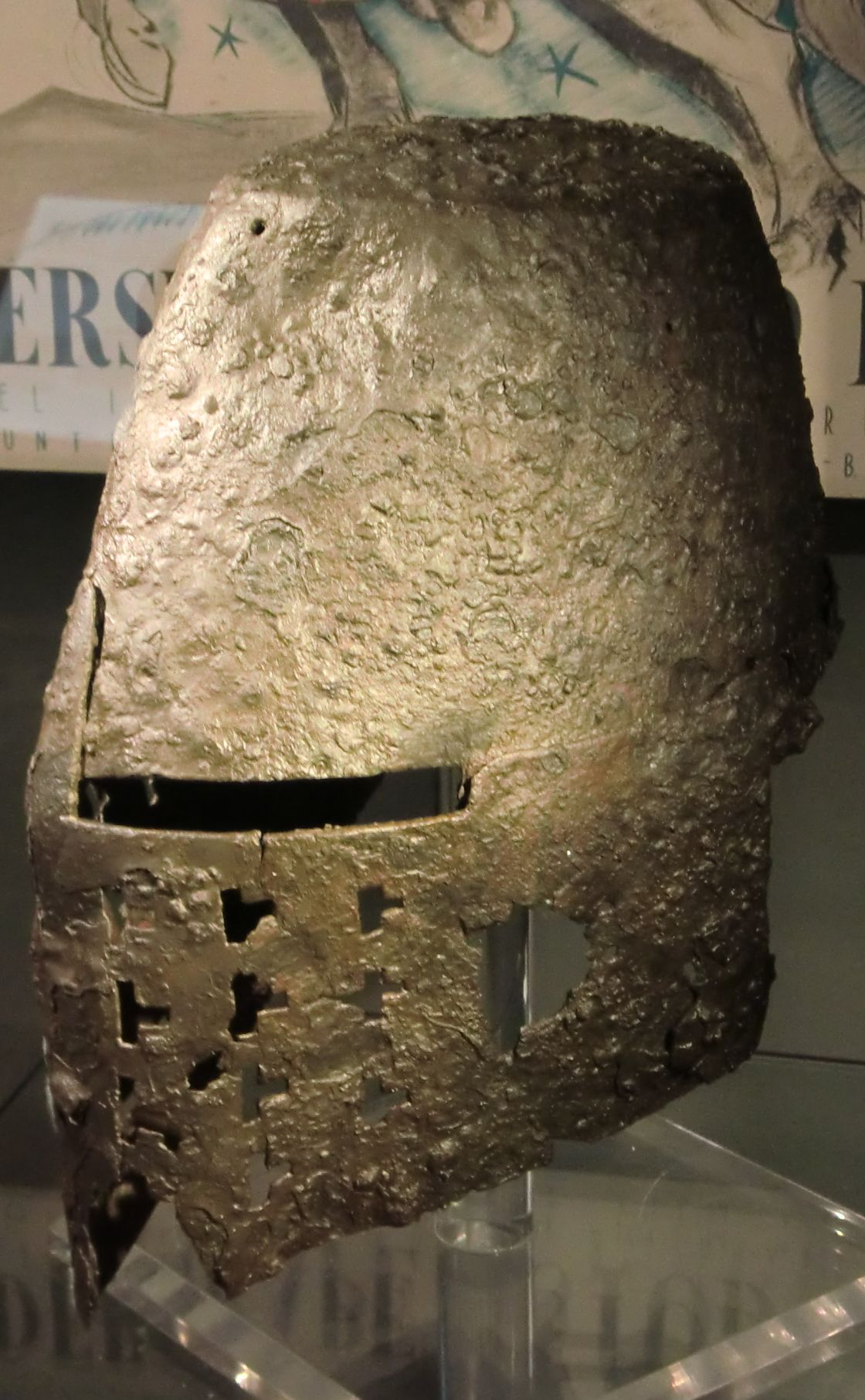
Aranäshjälmen utställd på Historiska museet i Stockholm.
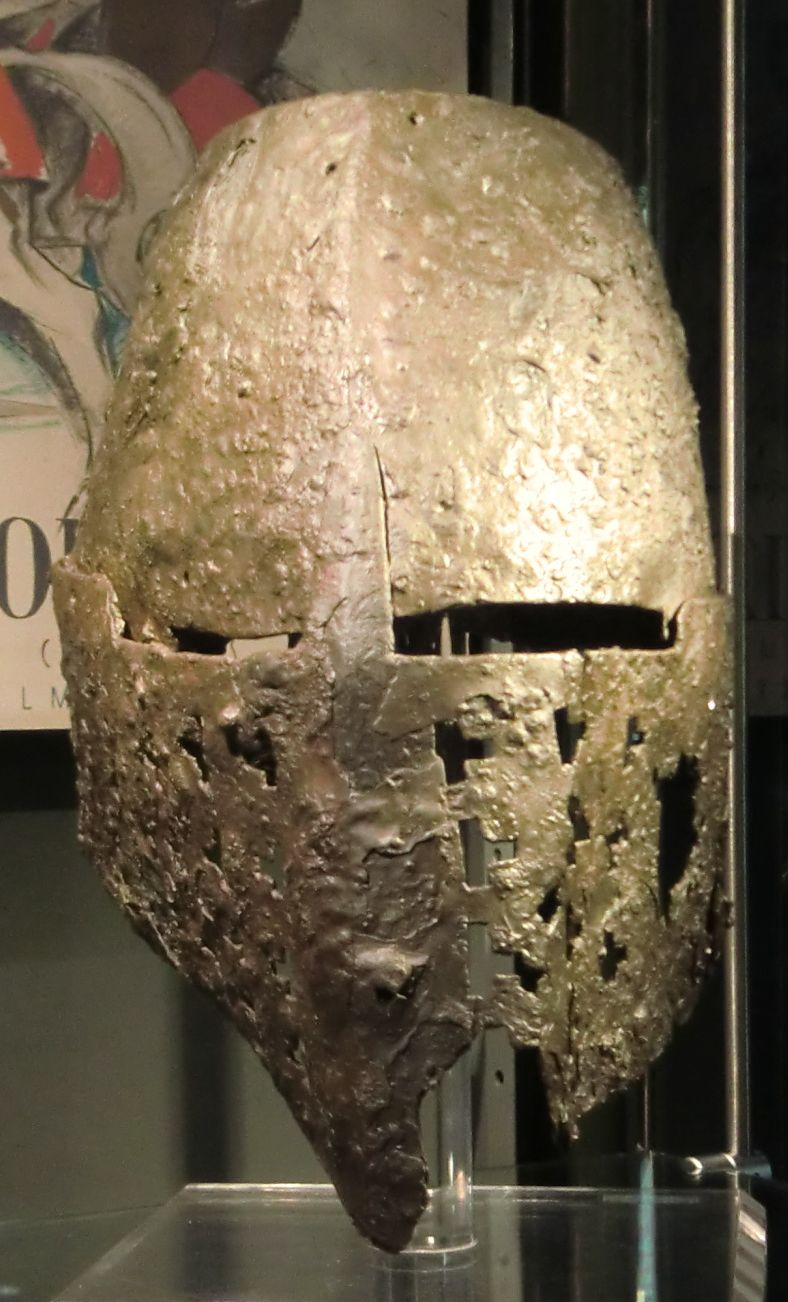
Aranäshjälmen sedd framifrån.

### Webbkällor
- "Arns hjälm | Historiska Museet" (på sv-SE). historiska.se. Läst 31 augusti 2019.